# Raymond B. Allen
Raymond Bernard Allen (Cathay, 1902. augusztus 7. – Fredericksburg, 1986. március 15.) a Washingtoni Egyetem 22. rektora, valamint a UCLA első kancellárja.

## Élete
Allen 1907-ben született az Észak-Dakota állambeli Cathay-ben. Doktori fokozatát 1934-ben szerezte a Minnesotai Egyetemen.
Két fia (Charles és Raymond), valamint két lánya (Dorothy Allen és Barbara Sheard) született. 1967-ben Virginiába költözött; 1986-ban, 83 évesen hunyt el Fredericksburgben.

## Pályafutása
Allen karrierjét az Észak-Dakota állambeli Minotban kezdte. Később az Illinois-i Egyetem orvostudomány főiskolájának és a Wayne Állami Egyetem gyógyszerészeti iskolájának dékánja, valamint a Columbia Egyetem sebészeti főiskolájának dékánhelyettesi pozícióját is betöltötte.
1946 és 1951 között a Washingtoni Egyetem rektora. Regnálása alatt három kommunista oktatót is elbocsátott, mivel szerinte „a kommunisták képtelenek az igazságot tanítani”, azonban az oktatási anyagoknak az Amerika-ellenes tevékenységet vizsgáló bizottság részére történő átadását megtagadta.
1949-ben a hadsereg egészségügyi bizottságának elnöke, 1951-ben pedig a pszichológiai stratégiai testület igazgatója volt.
1951-ben Robert Gordon Sproul, a Kaliforniai Egyetem rektorának javaslatára a UCLA kancellárjának nevezték ki, azonban az amerikaifutball-csapat korrupciós ügyei miatt három év múlva lemondott.
Allen egykor a Pánamerikai Egészségügyi Szervezet igazgatója, valamint a Mayo Alapítvány tagja volt.

## Művei és publikációi
- Medical Education and the Changing Order. (angolul) New York: The Commonwealth Fund. 1946.
- Communists Should Not Teach in American Colleges. (angolul)  Educational Forum,  XIII. évf.  4. sz. (1949. május)  Hozzáférés: 2021. június 5.

## Fordítás
- Ez a szócikk részben vagy egészben  a   Raymond B. Allen című angol Wikipédia-szócikk ezen változatának fordításán alapul.  Az eredeti cikk szerkesztőit annak laptörténete sorolja fel. Ez a jelzés csupán a megfogalmazás eredetét és a szerzői jogokat jelzi, nem szolgál a cikkben szereplő információk forrásmegjelöléseként.